# Erika Eleniak
Erika Maya Eleniak (Glendale, Kalifornia, 1969. szeptember 29. –) amerikai színésznő, modell. 
Leghíresebb szerepe Shauni McClain a Baywatch című sorozatban, de szerepelt az E. T., a földönkívüli és az Úszó erőd című filmekben is.

## Élete és pályafutása
1969. szeptember 29-én született Glendale-ben. Édesapja ukrán, míg édesanyja észt-német származású volt, nagy családban nőtt fel. 
Az 1970-es években modellkedni kezdett, televíziós reklámokban gyermekruhákat mutatott be. 1982-ben megkapta az első filmszerepét az E. T., a földönkívüli című fantasyfilmben. A középiskolában rászokott a kábítószerre és az alkoholra. Steve Ferguson felkarolta őt és segített neki leszokni káros szenvedélyeiről. Ferguson és Eleniak jegyben jártak, amíg ki nem derült, hogy a fiú apja és az ő anyja házasok, így mostohatestvérek. Ugyanebben az évben indult be filmes karrierje is. 
1989 júliusában a Playboy magazinban jelent meg róla fénykép. Ebben az évben megkapta a Baywatch című sorozatban Shauni McClain szerepét. A sorozatban 1992-ig szerepelt, utána Pamela Anderson lépett a helyére. 1992-ben Steven Seagal partnere volt az Úszó erőd című akciófilmben, mely sikert aratott a mozikban. Beverly Hill-dili (1993) és Díszkíséret (1994) című vígjátékai viszont anyagi bukásnak bizonyultak. Innentől kezdve nagyrészt kis költségvetésű, közvetlenül DVD-re gyártott filmekben szerepelt, illetve néhány tévés produkcióban is feltűnt.

## Magánélete
A Baywatch forgatása alatt ismerkedett meg Billy Warlockkal, miatta hagyta ott a sorozatot, majd később Warlock féltékenységi rohamai miatt szakítottak.
Volt férjével, Roch Daigle fővilágosítóval a Hóvihar című film forgatásán ismerkedett meg. 2005-ben házasodtak össze. Ugyanabban az évben esett először teherbe, ám a magzat méhen kívül fogant meg, így meg kellett szakítani a terhességet. Végül 2006 januárjában megszületett első lánygyermekük. 2007-ben vált el férjétől.

## Filmográfia

### Film
| Év   | Magyar cím                          | Eredeti cím                | Szerep                         | Magyar hang        |
| ---- | ----------------------------------- | -------------------------- | ------------------------------ | ------------------ |
| 1982 | E. T., a földönkívüli               | E.T. the Extra-Terrestrial | csinos kislány                 |                    |
| 1983 |                                     | Imps*                      | Brooke Shields                 |                    |
| 1988 | A massza                            | The Blob                   | Vicki De Soto                  | Oláh Orsolya       |
| 1992 | Úszó erőd                           | Under Siege                | Jordan Tate                    | Biró Anikó         |
| 1993 | Beverly Hill-dili                   | The Beverly Hillbillies    | Elly May Clampett              | Hegyi Barbara      |
| 1994 | Díszkíséret                         | Chasers                    | Toni Johnson                   | Balázs Ági         |
| 1995 | Tűzpiros Cadillac                   | Girl in the Cadillac       | Amanda "Mandy" Baker           | Roatis Andrea      |
| 1995 | Pirománc                            | A Pyromaniac's Love Story  | Stephanie Potts                | Kiss Erika         |
| 1996 | Mesék a kriptából: Vérbordély       | Bordello of Blood          | Katherine Verdoux              | Kisfalvi Krisztina |
| 1997 | Életem szerelme                     | She's So Lovely            | Playmate                       |                    |
| 1998 | Kényszerkezelés                     | Captive                    | Samantha Hoffman               |                    |
| 1998 | Pandora hadművelet (Hirtelen halál) | The Pandora Project        | Wendy Lane                     | Kisfalvi Krisztina |
| 1998 | Pandora hadművelet (Hirtelen halál) | The Pandora Project        | Wendy Lane                     | Gajai Ágnes        |
| 1998 |                                     | Charades                   | Monica                         |                    |
| 1999 | A férjfogó'                         | Love Stinks                | Gina (hangja)                  |                    |
| 1999 | Harc a lopakodóért                  | Stealth Fighter            | Erin Mitchell                  | Mics Ildikó        |
| 1999 | Harc a lopakodóért                  | Stealth Fighter            | Erin Mitchell                  | Vadász Bea         |
| 1999 | Utolsó utazás                       | Final Voyage               | Gloria Franklin                | Kisfalvi Krisztina |
| 2000 | A bunyós lány                       | The Opponent               | Patty Sullivan                 |                    |
| 2001 |                                     | Vegas, City of Dreams      | Katherine Garrett              |                    |
| 2001 | Hóvihar                             | Snowbound                  | Barbara Cates                  | Kisfalvi Krisztina |
| 2002 | A halál pillanata                   | Second to Die              | Sara Morgan Bratchett Scucello | Peller Anna        |
| 2002 | Földindulás                         | Shakedown                  | Julie Hayes                    | Kisfalvi Krisztina |
| 2003 | Hitszegők társasága                 | Betrayal                   | Emily Shaw                     | Balázs Ági         |
| 2003 | Mentőosztag                         | The Librarians             | Sandi Clark                    | Hámori Eszter      |
| 2004 | Manipulált emlékek                  | Brilliant                  | Ricky Smith                    |                    |
| 2004 |                                     | Dracula 3000               | Aurora Ash                     |                    |
| 2005 | Halálos felfedezés                  | Caught in the Headlights   | Kate Parker                    |                    |
| 2010 |                                     | Changing Hands             | nő a parkban                   |                    |
| 2012 |                                     | Meant to Be                | Linda Dickson                  |                    |
| 2017 |                                     | Boone: The Bounty Hunter   | önmaga                         |                    |
| 2019 |                                     | Cor Values                 | Veronica MacDougall            |                    |
| 2024 |                                     | Lolipop Gang               | önmaga                         |                    |

### Televízió
| Év        | Magyar cím                         | Eredeti cím                         | Szerep                       | Megjegyzések                                     |
| --------- | ---------------------------------- | ----------------------------------- | ---------------------------- | ------------------------------------------------ |
| 1987      |                                    | Silver Spoons                       | Samantha                     | 1 epizód                                         |
| 1987      |                                    | Still the Beaver                    | Lynn                         | 1 epizód                                         |
| 1988      |                                    | Broken Angel                        | Jaime Coburn                 | tévéfilm                                         |
| 1988      |                                    | Second Chance                       | Monica                       | 1 epizód                                         |
| 1989      |                                    | Charles in Charge                   | Stephanie Curtis             | 3 epizód                                         |
| 1989      | Baywatch – Pánik a malibui mólón   | Baywatch: Panic at Malibu Pier      | Shauni McClain               | - tévéfilm - magyar hangja: - Udvarias Anna      |
| 1989–1992 | Baywatch                           | Baywatch                            | Shauni McClain               | főszereplő (45 epizód)                           |
| 1990      |                                    | Daughter of the Streets             | Jennifer                     | tévéfilm                                         |
| 1990      | Bír-lak                            | Full House                          | Carrie Fowler                | 1 epizód                                         |
| 1997      |                                    | Ed McBain's 87th Precinct: Heatwave | Eileen Burke nyomozó         | tévéfilm                                         |
| 1998      |                                    | Brooklyn South                      | Christine Bannon rendőrtiszt | 3 epizód                                         |
| 1998      | Egy forró éjszaka                  | One Hot Summer Night                | Kelly Moore Brooks           | - tévéfilm - magyar hangja: - Kisfalvi Krisztina |
| 1999      |                                    | Fantasy Island                      | Sybil Hammond                | 2 epizód                                         |
| 1999      | Utórengés: Földindulás New Yorkban | Aftershock: Earthquake in New York  | Jillian Parnell              | minisorozat (2 epizód)                           |
| 2002      | Karácsonyi láz                     | Christmas Rush                      | Catherine "Cat" Morgan       | - tévéfilm - magyar hangja: - Hegyi Barbara      |
| 2002      | Különös őrangyal                   | He Sees You When You're Sleeping    | Annie Campbell               | - tévéfilm - magyar hangja: - Pápai Erika        |
| 2004      | Halálos lecke                      | Fatal Lessons: The Good Teacher     | Victoria Page                | tévéfilm                                         |
| 2005      | Végzetes randevú                   | Fatal Reunion                       | Jessica Hartley Landers      | tévéfilm                                         |
| 2005      |                                    | The Real Gilligan's Island          | Ginger                       | főszereplő (4 epizód)                            |
| 2006      | Fagypont – Jégkorszak Miamiban     | Absolute Zero                       | Bryn                         | - tévéfilm - magyar hangja: - Balogh Erika       |
| 2006      |                                    | Celebrity Fit Club                  | önmaga                       | főszereplő (6 epizód)                            |
| 2008      |                                    | Germany's Next Topmodel             | önmaga                       | 1 epizód                                         |
| 2010      | CSI: Miami helyszínelők            | CSI: Miami                          | Claire Peterson              | 1 epizód                                         |
| 2010      | Született feleségek                | Desperate Housewives                | Barbara Fine                 | 1 epizód (Egy megalázó ügy)                      |
| 2012      |                                    | Holiday Spin                        | Roxy                         | tévéfilm                                         |
| 2023      |                                    | Meet the Richardsons                | önmaga                       | 1 epizód                                         |